# Siebenschön (Märchen)

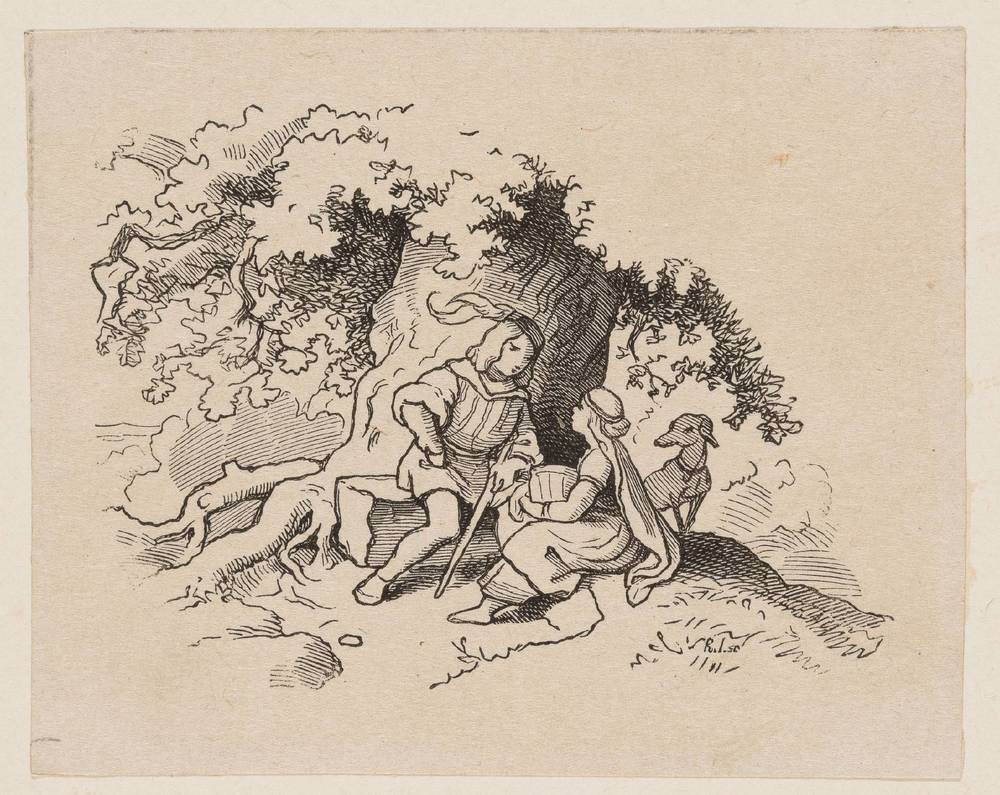
Holzschnitt von Ludwig Richter

Siebenschön ist ein Märchen. Es steht in Ludwig Bechsteins Deutsches Märchenbuch ab 1853 an Stelle 39 und stammt aus Karl Müllenhoffs Sagen, Märchen und Lieder der Herzogthümer Schleswig, Holstein und Lauenburg (1845, Buch 4, Nr. 4).

## Inhalt
Ein armer Mann lebt mit seiner Frau und der einzigen Tochter in einer bescheidenen Hütte. Da das Mädchen so schön ist, wie sieben junge Mädchen zusammen, wird sie Siebenschön genannt. Sie trägt draußen unter ihren Mitmenschen einen Schleier vorm Gesicht, damit ihr Äußeres nicht bei allen im Vordergrund steht. Eines Tages trifft das fromme Mädchen auf den Prinzen, der sich sofort in sie verliebt und einen Boten mit einem Ring zu ihr schickt. Sie solle abends zur großen Eiche kommen. Siebenschön glaubt jedoch, dass der Prinz eine Arbeit von ihr bestellen möchte, und geht zum ausgemachten Treffpunkt. Als sie am Abend von dem Vorhaben des Prinzen erfährt, entgegnet sie, dass sie arm ist und er reich. Zudem müsse ein Prinz eine Prinzessin ehelichen. Der Prinz betont nochmals seine Gefühle, das Mädchen bittet daraufhin um Zeit zum Nachdenken. Am nächsten Tag schenkt er ihr silberne Schuhe, am darauffolgenden Tag ein goldenes Kleid und trifft sich mit ihr an der Eiche. Doch Siebenschön plagen noch ihre alten Bedenken. Der Prinz lässt nicht locker, und sie willigt schließlich ein. Der König solle aber davon noch nichts erfahren. 
Doch eine alte Hofmeisterin hat die Treffen beobachtet und lässt durch einen Boten dem König von den Verabredungen seines Sohnes berichten. Der König lässt daraufhin die Hütte, in der Siebenschön mit ihren Eltern lebt, niederbrennen. Siebenschön kann sich durch einen Sprung in den Brunnen, der neben der Hütte steht, retten. Ihre Eltern allerdings kommen in den Flammen um. Nachdem das Feuer sich gelegt hat, kommt Siebenschön aus dem Brunnen hervor und ist verzweifelt. Da sie nun auf sich gestellt ist, besorgt sie sich einfachen Männerkleider und geht zum Hofe des Königs, wo sie als Knecht Dienste tut. Wenn man nach ihrem Namen fragt, antwortet sie stets: „Unglück“. Einige Zeit ist vergangen, als die Hochzeit mit der Tochter des Nachbarreiches ansteht. Der Prinz fügt sich seinem Schicksal, denn er glaubt, dass auch Siebenschön damals in den Flammen umgekommen sei. Am Hochzeitstag ist Siebenschön ganz hinten im Hochzeitszug und singt: „Siebenschön war ich genannt, Unglück ist mir jetzt bekannt.“ Da merkt der Prinz, dass der Knecht Unglück niemand anderes als seine große Liebe Siebenschön ist. Er sagt die Hochzeit mit der Prinzessin des Nachbarreiches ab und ehelicht stattdessen Siebenschön.

## Herkunft

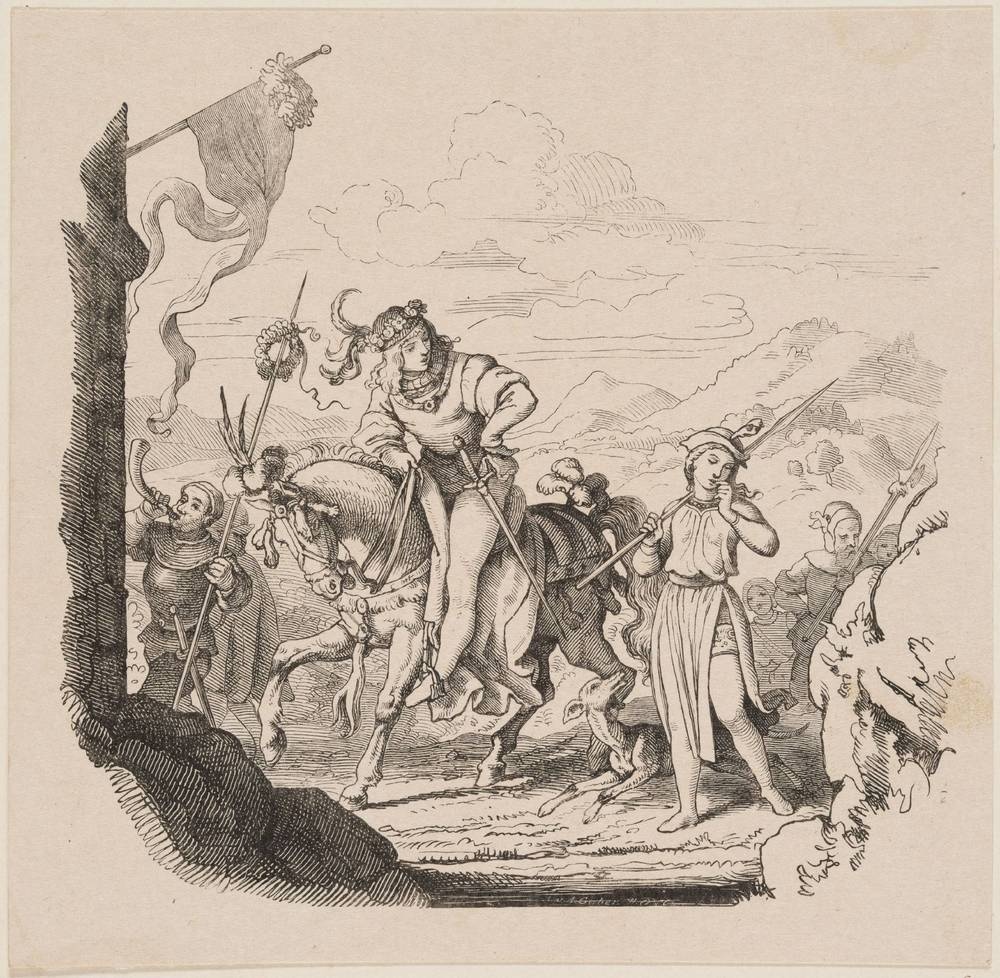
Holzschnitt von Ludwig Richter

Der Text ist bei Bechstein ohne Anmerkung. Hans-Jörg Uther nennt die Quelle bei Müllenhoff, als Märchentyp am ehesten AaTh 884 (Frau in Männerkleidung). Der Ödipuskonflikt um die unstandesgemäße Heirat ist ein beliebtes Märchenthema, sie nähert sich ihm unerkannt, vgl. Bechsteins Die Knaben mit den goldnen Sternlein, Grimms Die zwölf Jäger, Die wahre Braut oder Basiles Viso, Der Knoblauchwald. Siebenschön enthält Motive des französischen Märchens Die Schöne und das Biest und Grimms Märchen Das singende springende Löweneckerchen.
Laut Walter Scherf zeigt der Schleier die erhoffte, gefürchtete Ablösung vom Vater, dessen Zorn das Niederbrennen der kindlichen Beziehung zugeschoben wird. Auffällig sei das Selbstbewusstsein Siebenschöns, sie wird Lieblingsdiener. Der junge Mann ahnt erst nichts, findet sich mit dem Ende seines Traums ab, endlich hört er in sich hinein.

## Verfilmungen
- 1982: Märchen der Welt – Puppenspiel der kleinen Bühne, Deutschland, Staffel 5, Folge 1: Siebenschön, 30 min.[3]
- 2014: Siebenschön, Deutschland, Märchenfilm aus der 7. Staffel der ARD-Reihe Sechs auf einen Streich mit Xenia Georgia Assenza in der Hauptrolle. Diese erste Verfilmung des Märchens weist Unterschiede zur Originalhandlung auf. So leben u. a. Siebenschöns Eltern noch und werden lediglich eingesperrt. Die Rolle der Nonne, die Siebenschön hilft, wurde hinzugefügt, ebenso die des Barons, der auch um die Hand von Siebenschön anhalten will und dem König von den Treffen mit Siebenschön berichtet.